# Bredsjön (Godegårds socken, Östergötland)
Bredsjön är en sjö i Motala kommun i Östergötland och ingår i Motala ströms huvudavrinningsområde. Sjön har en area på 1,35 kvadratkilometer och ligger 130 meter över havet. Sjön avvattnas av vattendraget Emmaån (Boverkeån).

## Delavrinningsområde
Bredsjön ingår i det delavrinningsområde (651945-146512) som SMHI kallar för Utloppet av Bredsjön. Medelhöjden är 139 meter över havet och ytan är 8,36 kvadratkilometer. Det finns inga avrinningsområden uppströms utan avrinningsområdet är högsta punkten. Emmaån (Boverkeån) som avvattnar avrinningsområdet har biflödesordning 3, vilket innebär att vattnet flödar genom totalt 3 vattendrag innan det når havet efter 104 kilometer. Avrinningsområdet består mestadels av skog (51 procent) och sankmarker (24 procent). Avrinningsområdet har 1,34 kvadratkilometer vattenytor vilket ger det en sjöprocent på 16 procent.